# 도마뱀아목
도마뱀아목(영어: suborder Lacertilia)은 뱀목에 딸린 측계통군이다. 전 세계적으로 5600여 종이 분포한다. 일반적으로 도마뱀(영어: lizard)이라고 불린다.

## 종류
도마뱀아목 (Lacertilia, Sauria)
- † 바바리사우루스과 (Bavarisauridae)
- † 아이히슈타티사우루스과 (Eichstaettisauridae)
- 장님도마뱀하목 (Dibamia)
  - 장님도마뱀과 (Dibamidae)
- 도마뱀붙이하목 (Gekkota)
  - 카르포닥틸루스과 (Carphodactylidae)
  - 디플로닥틸루스과 (Diplodactylidae)
  - 뱀붙이도마뱀과 (Pygopodidae)
  - 표범도마뱀붙이과 (Eublepharidae)
  - 도마뱀붙이과 (Gekkonidae)
  - 필로닥틸루스과 (Phyllodactylidae)
  - 스파이로닥틸루스과 (Sphaerodactylidae)
- 도마뱀하목 (Scincomorpha)
  - 도마뱀상과 (Scincoidea)
    - 밤도마뱀과 (Xantusiidae)
    - 장갑도마뱀과 (Gerrhosauridae)
    - 갑옷도마뱀과 (Cordylidae)
    - 도마뱀과 (Scincidae)

  - 장지뱀상과 (Lacertoidea) - 지렁이도마뱀류 (Amphisbaenia) 제외
    - 안경도마뱀과 (Gymnophthalmidae)
    - 장지뱀과 (Lacertidae)
    - 채찍꼬리도마뱀과 (Teiidae)
- 무족도마뱀하목 (Anguimorpha)
  - 악어도마뱀과 (Xenosauridae)
  - 독도마뱀과 (Helodermatidae)
  - 미국무족도마뱀과 (Anniellidae)
  - 무족도마뱀과 (Anguidae)
  - 중국악어도마뱀과 (Shinisauridae)
  - 바다왕도마뱀과 (Lanthanotidae)
  - 왕도마뱀과 (Varanidae)
- 이구아나하목 (Iguania)
  - 카멜레온과 (Chamaeleonidae)
  - 아가마도마뱀과 (Agamidae)
  - 신열대땅도마뱀과 (Tropiduridae)
  - 이구아나과 (Iguanidae)
  - 말린꼬리도마뱀과 (Leiocephalidae)
  - 목걸이도마뱀과 (Crotaphytidae)
  - 뿔도마뱀과 (Phrynosomatidae)
  - 덤불숲아놀도마뱀과 (Polychrotidae)
  - 가시꼬리도마뱀과 (Hoplocercidae)
  - 마다가스카르이구아나과 (Opluridae)
  - 레이오사우루스과 (Leiosauridae)
  - 씬트리이구아나과 (Liolaemidae)
  - 바실리스크과 (Corytophanidae)
  - 아놀도마뱀과 (Dactyloidae)

## 특징
도마뱀의 발가락은 4개 또는 5개이며 모래를 파고 들어가거나, 사막 위를 뛰어다니거나, 벽이나 나무를 타는 데 특화되어 있다. 무족도마뱀처럼 다리가 퇴화한 종류도 있다. 혀를 내밀어 온도를 감지하며, 카멜레온처럼 혀를 뻗어 먹이를 잡는 종류도 있다. 치명적인 독이나 단단한 가시와 갑옷, 방어 물질을 가지고 있는 종류도 있다.

## 꼬리
도마뱀은 적이 나타나면 꼬리를 잘라 버리고 도망을 친다. 도마뱀의 꼬리는 다시 자라고, 도마뱀은 자기의 꼬리를 원할 때 다시 자를 수 있다. 하지만, 처음 자른 후에 나는 꼬리는 원래 있던 뼈와는 달리 물렁뼈로 되어 있으며, 기능적으로 불완전해진다. 그래서 도마뱀을 손으로 제압할 때는 모든 부분을 다 잡고 잡아야 한다.

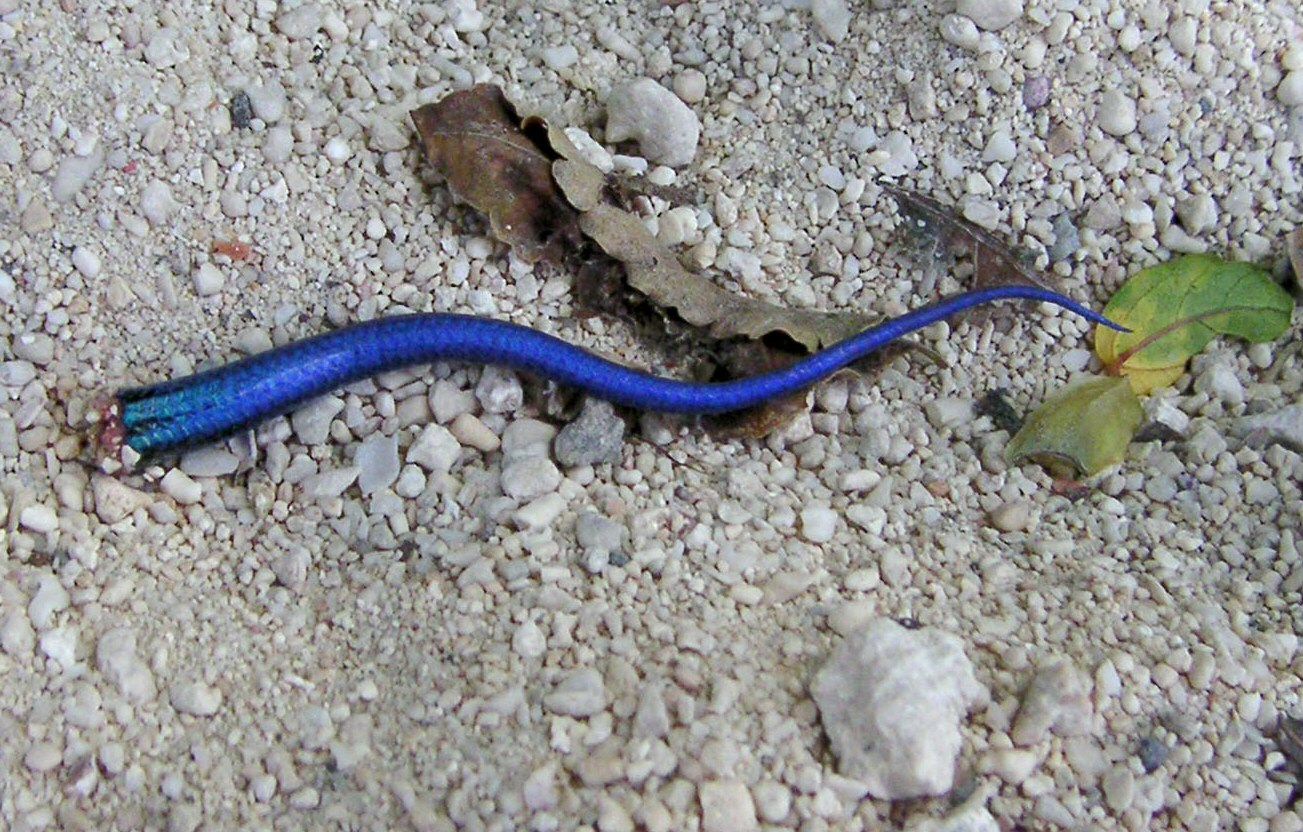
잘린 도마뱀의 꼬리

## 먹이
도마뱀은 주로 개구리, 거미, 물고기 등을 먹으며, 소리를 잘 들을 수 있어서 먹이를 잘 잡아먹는다. 뱀과 달리 4개의 다리가 있어 빨리 먹이를 쫓아갈 수 있다. 모래도마뱀은 과일을 좋아하며, 이구아나 종류는 채식을 한다. 천적으로는 때까치와 같은 새, 포유류 등이 있다.

## 종교, 상징적 의미
뱀이나 용과 거의 동일한 상징적 의미를 가지며, 지혜 예언, 길흉의 판단을 의미하는 동물이다. 고대 그리스에서는 도마뱀이 벽을 기는 모습에서 길흉을 판단하는 도마뱀 점이 있었다. 도마뱀은 신사임당의 초충도에 묘사되었고, 번버스터의 로고에도 도마뱀이 그려져 있다.

## 대중매체 속의 도마뱀
- 오스카의 오아시스
- 랭고

## 같이 보기
- 도롱뇽
- 도마뱀 (종)